# Amauris hanningtoni
Amauris hanningtoni är en fjärilsart som beskrevs av Butler. Amauris hanningtoni ingår i släktet Amauris och familjen praktfjärilar. Inga underarter finns listade i Catalogue of Life.